# Stalagmometr

Schéma stalagmometru

Stalagmometr je tlustostěnná dole zabroušená kapilára sloužící k měření povrchového napětí. Na první pohled připomíná byretu. Toto měření spočívá ve zjištění hmotnosti kapky , která se na konci kapiláry utvoří. V okamžiku odtržení kapky od ústí stalagmometru je síla povrchového napětí rovná tíhové síle kapky. V praxi se nejčastěji nechá odkapat přesně stanovený počet kapek do váženky a je přepočítána hmotnost jedné kapky, z které pak lze vypočítat povrchové napětí.
Povrchové napětí lze spočítat ze známého poloměru trubice (r) a hmotnosti kapky (m). Povrchové napětí je úměrné hmotnosti, proto další možností výpočtu je pomocí referenční kapaliny o známém povrchovém napětí (nejčastěji je to voda). Platí, že čím je větší množství odměřených kapek, tím jsou výsledky měření přesnější.Velice důležité je také udržovat stalagmometr během měření čistý.
V současnosti se vyrábějí 3 druhy stalagmometrů, o objemech 2,5 ml, 3,5 ml a 5,0 ml. Velikost 3,5 ml je vhodná pro kapaliny s relativně vysokou viskozitou, další dvě pro většinu kapalin.